# Cassia cladophylla
Cassia cladophylla är en ärtväxtart som beskrevs av William Vincent Fitzgerald. Cassia cladophylla ingår i släktet Cassia och familjen ärtväxter. Inga underarter finns listade i Catalogue of Life.